# Lista de bens tombados em Piracicaba
A lista de bens tombados de Piracicaba reúne itens do patrimônio cultural e histórico de Piracicaba. Os atos de tombamento municipal foram realizados pelo Conselho de Defesa do Patrimônio Cultural (CODEPAC). Os tombamentos estaduais foram realizados pelo Conselho de Defesa do Patrimônio Histórico, Arqueológico, Artístico e Turístico (CONDEPHAAT).
Dentre os patrimônios tombados está a Casa de Prudente de Moraes que foi a residência onde viveu e morreu, em 1902, Prudente de Moraes, que foi Presidente da República no período de 1894 a 1898.
| Imagem | Bem | Data de fundação | Coordenadas                                               | Tombamento                                                                  | Referência |
| ------ | --- | ---------------- | --------------------------------------------------------- | --------------------------------------------------------------------------- | ---------- |
|        | Antiga Casa Lima |                  |                                                           | bem tombado pelo CODEPAC                                                    |            |
|        | Antiga Estação Ferroviária do Distrito de Ártemis                                                                          |                  | 22° 40′ 44″ S, 47° 46′ 20″ O                              | bem tombado pelo CODEPAC                                                    |            |
|        | Antiga Estação da Fepasa de Tupi                                                                                           |                  | 22° 44′ 40″ S, 47° 31′ 43″ O                              | bem tombado pelo CODEPAC                                                    |            |
|        | Antiga Refinaria de Açúcar "Pentagna, Nogueira e Cia"                                                                      | 1887             | 22° 43′ 52″ S, 47° 38′ 51″ O                              | bem tombado pelo CODEPAC                                                    |            |
|        | Antigo Edifício Sampaio Góes                                                                                               |                  |                                                           | bem tombado pelo CODEPAC                                                    |            |
|        | Antigo Externato São José e Antiga Faculdade de Farmácia e Odontologia de Piracicaba                                       |                  |                                                           | bem tombado pelo CODEPAC                                                    |            |
|        | Antigo Fórum de Piracicaba                                                                                                 |                  |                                                           | bem tombado pelo CODEPAC                                                    |            |
|        | Antigo Grupo Escolar de Ártemis                                                                                            |                  | 22° 40′ 48″ S, 47° 46′ 20″ O                              | bem tombado pelo CODEPAC                                                    |            |
|        | Antigo Ponto de Bondes da Rua XV de Novembro                                                                               |                  |                                                           | bem tombado pelo CODEPAC                                                    |            |
|        | Barraco do Frei Sigrist |                  |                                                           | bem tombado pelo CODEPAC                                                    |            |
|        | Capela Nossa Senhora das Graças e antigo Dispensário dos Pobres                                                            |                  |                                                           | bem tombado pelo CODEPAC                                                    |            |
|        | Capela São Pedro |                  |                                                           | bem tombado pelo CODEPAC                                                    |            |
|        | Capela de Santa Clara, incluindo a cúpula da torre da primeira Catedral de Piracicaba e o Anexo Lar Franciscano de Menores |                  |                                                           | bem tombado pelo CODEPAC                                                    |            |
|        | Casa de Prudente de Moraes                                                                                                 | 1870             | 22° 43′ 22″ S, 47° 38′ 52″ O                              | bem tombado pelo CONDEPHAAT bem tombado pelo IPHAN bem tombado pelo CODEPAC |            |
|        | Casa do Povoador |                  | 22° 43′ 15″ S, 47° 39′ 19″ O                              | bem tombado pelo CONDEPHAAT bem tombado pelo CODEPAC                        |            |
|        | Catedral de Santo Antônio                                                                                                  |                  | 22° 43′ 32″ S, 47° 38′ 58″ O                              | bem tombado pelo CODEPAC                                                    |            |
|        | Cemitério da Saudade |                  | 22° 43′ 52″ S, 47° 38′ 11″ O                              | bem de interesse histórico e/ou cultural                                    |            |
|        | Clube Coronel Barbosa |                  |                                                           | bem tombado pelo CODEPAC                                                    |            |
|        | Colônias do Bairro Monte Alegre                                                                                            |                  |                                                           | bem tombado pelo CODEPAC                                                    |            |
|        | Conjunto Arquitetônico do Campus da Escola Superior de Agricultura Luiz de Queiróz                                         |                  | 22° 42′ 37″ S, 47° 38′ 00″ O                              | bem tombado pelo CONDEPHAAT                                                 |            |
|        | Convento do Sagrado Coração de Jesus                                                                                       |                  |                                                           | bem tombado pelo CODEPAC                                                    |            |
|        | E.E. Barão do Rio Branco                                                                                                   |                  | 22° 43′ 50″ S, 47° 39′ 08″ O 22° 43′ 50″ S, 47° 39′ 00″ O | bem tombado pelo CONDEPHAAT bem tombado pelo CODEPAC                        |            |
|        | E.E. Moraes Barros |                  | 22° 44′ 23″ S, 47° 38′ 59″ O 22° 43′ 18″ S, 47° 38′ 58″ O | bem tombado pelo CONDEPHAAT bem tombado pelo CODEPAC                        |            |
|        | Edifício Principal do Colégio Salesiano Dom Bosco                                                                          |                  |                                                           | bem tombado pelo CODEPAC                                                    |            |
|        | Edifício Principal do Instituto Educacional Piracicabano e Anexo Martha Watts                                              |                  |                                                           | bem tombado pelo CODEPAC                                                    |            |
|        | Edifício Terenzio Galesi                                                                                                   |                  |                                                           | bem tombado pelo CODEPAC                                                    |            |
|        | Engenho Central de Piracicaba                                                                                              |                  | 22° 43′ 12″ S, 47° 39′ 26″ O                              | bem tombado pelo CONDEPHAAT bem tombado pelo CODEPAC                        |            |
|        | Escola Normal de Piracicaba                                                                                                |                  | 22° 43′ 45″ S, 47° 38′ 40″ O                              | bem tombado pelo CONDEPHAAT bem tombado pelo CODEPAC                        |            |
|        | Escola Superior de Agricultura Luiz de Queiroz da Universidade de São Paulo                                                |                  | 22° 42′ 30″ S, 47° 38′ 30″ O                              | bem tombado pelo CONDEPHAAT                                                 |            |
|        | Estação da Paulista e entorno                                                                                              |                  | 22° 44′ 08″ S, 47° 39′ 19″ O                              | bem tombado pelo CODEPAC                                                    |            |
|        | Fachada do Imóvel da Avenida Rui Barbosa, nº 476                                                                           |                  |                                                           | bem tombado pelo CODEPAC                                                    |            |
|        | Fábrica de Tecidos Boyes                                                                                                   | 1874             | 22° 43′ 07″ S, 47° 39′ 10″ O                              | bem tombado pelo CODEPAC                                                    |            |
|        | Igreja Imaculado Coração de Maria                                                                                          |                  |                                                           | bem tombado pelo CODEPAC                                                    |            |
|        | Igreja Matriz de Santa Terezinha                                                                                           |                  |                                                           | bem tombado pelo CODEPAC                                                    |            |
|        | Igreja Metodista Central                                                                                                   |                  |                                                           | bem tombado pelo CODEPAC                                                    |            |
|        | Igreja São Benedito |                  |                                                           | bem tombado pelo CODEPAC                                                    |            |
|        | Igreja São Judas Tadeu |                  |                                                           | bem tombado pelo CODEPAC                                                    |            |
|        | Igreja de Nossa Senhora do Rosário                                                                                         |                  |                                                           | bem tombado pelo CODEPAC                                                    |            |
|        | Igreja de Nossa Senhora e Boa Morte Assunção                                                                               |                  |                                                           | bem tombado pelo CODEPAC                                                    |            |
|        | Igreja do Sagrado Coração de Jesus                                                                                         |                  |                                                           | bem tombado pelo CODEPAC                                                    |            |
|        | Igreja do Senhor Bom Jesus do Monte                                                                                        |                  |                                                           | bem tombado pelo CODEPAC                                                    |            |
|        | Imóvel da Avenida Armando de Salles Oliveira, nº 1818                                                                      |                  |                                                           | bem tombado pelo CODEPAC                                                    |            |
|        | Imóvel da Avenida Armando de Salles Oliveira, nº 1820                                                                      |                  |                                                           | bem tombado pelo CODEPAC                                                    |            |
|        | Imóvel da Avenida Armando de Salles Oliveira, nº 1824                                                                      |                  |                                                           | bem tombado pelo CODEPAC                                                    |            |
|        | Imóvel da Avenida Armando de Salles Oliveira, nº 1826                                                                      |                  |                                                           | bem tombado pelo CODEPAC                                                    |            |
|        | Imóvel da Avenida Armando de Salles Oliveira, nº 1830                                                                      |                  |                                                           | bem tombado pelo CODEPAC                                                    |            |
|        | Imóvel da Avenida Armando de Salles Oliveira, nº 1834                                                                      |                  |                                                           | bem tombado pelo CODEPAC                                                    |            |
|        | Imóvel da Avenida Armando de Salles Oliveira, nº 2001                                                                      |                  |                                                           | bem tombado pelo CODEPAC                                                    |            |
|        | Imóvel da Avenida Com. Pedro Morganti, nº 4970                                                                             |                  |                                                           | bem tombado pelo CODEPAC                                                    |            |
|        | Imóvel da Avenida Dona Maria Elisa, nº 296                                                                                 |                  |                                                           | bem tombado pelo CODEPAC                                                    |            |
|        | Imóvel da Avenida Dona Maria Elisa, nº 302                                                                                 |                  |                                                           | bem tombado pelo CODEPAC                                                    |            |
|        | Imóvel da Avenida Dona Maria Elisa, nº 303                                                                                 |                  |                                                           | bem tombado pelo CODEPAC                                                    |            |
|        | Imóvel da Avenida Dona Maria Elisa, nº 352                                                                                 |                  |                                                           | bem tombado pelo CODEPAC                                                    |            |
|        | Imóvel da Avenida Dr. Paulo de Moraes, nº 1703                                                                             |                  |                                                           | bem tombado pelo CODEPAC                                                    |            |
|        | Imóvel da Praça da Catedral, nº 990                                                                                        |                  |                                                           | bem tombado pelo CODEPAC                                                    |            |
|        | Imóvel da Rua 13 de Maio, nº 1118                                                                                          |                  |                                                           | bem tombado pelo CODEPAC                                                    |            |
|        | Imóvel da Rua Alferes José Caetano, nº 1010                                                                                |                  |                                                           | bem tombado pelo CODEPAC                                                    |            |
|        | Imóvel da Rua Alferes José Caetano, nº 1018                                                                                |                  |                                                           | bem tombado pelo CODEPAC                                                    |            |
|        | Imóvel da Rua Alferes José Caetano, nº 1028                                                                                |                  |                                                           | bem tombado pelo CODEPAC                                                    |            |
|        | Imóvel da Rua Alferes José Caetano, nº 1048                                                                                |                  |                                                           | bem tombado pelo CODEPAC                                                    |            |
|        | Imóvel da Rua Alferes José Caetano, nº 1054                                                                                |                  |                                                           | bem tombado pelo CODEPAC                                                    |            |
|        | Imóvel da Rua Alferes José Caetano, nº 1056                                                                                |                  |                                                           | bem tombado pelo CODEPAC                                                    |            |
|        | Imóvel da Rua Alferes José Caetano, nº 1170                                                                                |                  |                                                           | bem tombado pelo CODEPAC                                                    |            |
|        | Imóvel da Rua Alferes José Caetano, nº 1312                                                                                |                  |                                                           | bem tombado pelo CODEPAC                                                    |            |
|        | Imóvel da Rua Alferes José Caetano, nº 1410                                                                                |                  |                                                           | bem tombado pelo CODEPAC                                                    |            |
|        | Imóvel da Rua Alferes José Caetano, nº 1420                                                                                |                  |                                                           | bem tombado pelo CODEPAC                                                    |            |
|        | Imóvel da Rua Alferes José Caetano, nº 1444                                                                                |                  |                                                           | bem tombado pelo CODEPAC                                                    |            |
|        | Imóvel da Rua Alferes José Caetano, nº 968                                                                                 |                  |                                                           | bem tombado pelo CODEPAC                                                    |            |
|        | Imóvel da Rua Alfredo Guedes, nº 1061                                                                                      |                  |                                                           | bem tombado pelo CODEPAC                                                    |            |
|        | Imóvel da Rua Benjamin Constant, nº 1486                                                                                   |                  |                                                           | bem tombado pelo CODEPAC                                                    |            |
|        | Imóvel da Rua Boa Morte, nº 1104                                                                                           |                  |                                                           | bem tombado pelo CODEPAC                                                    |            |
|        | Imóvel da Rua Boa Morte, nº 1330                                                                                           |                  |                                                           | bem tombado pelo CODEPAC                                                    |            |
|        | Imóvel da Rua Boa Morte, nº 1332                                                                                           |                  |                                                           | bem tombado pelo CODEPAC                                                    |            |
|        | Imóvel da Rua Boa Morte, nº 1339                                                                                           |                  |                                                           | bem tombado pelo CODEPAC                                                    |            |
|        | Imóvel da Rua Boa Morte, nº 1340                                                                                           |                  |                                                           | bem tombado pelo CODEPAC                                                    |            |
|        | Imóvel da Rua Boa Morte, nº 1341                                                                                           |                  |                                                           | bem tombado pelo CODEPAC                                                    |            |
|        | Imóvel da Rua Boa Morte, nº 1345                                                                                           |                  |                                                           | bem tombado pelo CODEPAC                                                    |            |
|        | Imóvel da Rua Boa Morte, nº 1351                                                                                           |                  |                                                           | bem tombado pelo CODEPAC                                                    |            |
|        | Imóvel da Rua Boa Morte, nº 1403                                                                                           |                  |                                                           | bem tombado pelo CODEPAC                                                    |            |
|        | Imóvel da Rua Boa Morte, nº 1409                                                                                           |                  |                                                           | bem tombado pelo CODEPAC                                                    |            |
|        | Imóvel da Rua Boa Morte, nº 1411                                                                                           |                  |                                                           | bem tombado pelo CODEPAC                                                    |            |
|        | Imóvel da Rua Boa Morte, nº 1413                                                                                           |                  |                                                           | bem tombado pelo CODEPAC                                                    |            |
|        | Imóvel da Rua Boa Morte, nº 1427                                                                                           |                  |                                                           | bem tombado pelo CODEPAC                                                    |            |
|        | Imóvel da Rua Boa Morte, nº 1429                                                                                           |                  |                                                           | bem tombado pelo CODEPAC                                                    |            |
|        | Imóvel da Rua Boa Morte, nº 1443                                                                                           |                  |                                                           | bem tombado pelo CODEPAC                                                    |            |
|        | Imóvel da Rua Boa Morte, nº 1449                                                                                           |                  |                                                           | bem tombado pelo CODEPAC                                                    |            |
|        | Imóvel da Rua Boa Morte, nº 1457                                                                                           |                  |                                                           | bem tombado pelo CODEPAC                                                    |            |
|        | Imóvel da Rua Boa Morte, nº 1469                                                                                           |                  |                                                           | bem tombado pelo CODEPAC                                                    |            |
|        | Imóvel da Rua Boa Morte, nº 1479                                                                                           |                  |                                                           | bem tombado pelo CODEPAC                                                    |            |
|        | Imóvel da Rua Boa Morte, nº 1523                                                                                           |                  |                                                           | bem tombado pelo CODEPAC                                                    |            |
|        | Imóvel da Rua Boa Morte, nº 1557                                                                                           |                  |                                                           | bem tombado pelo CODEPAC                                                    |            |
|        | Imóvel da Rua Boa Morte, nº 1620                                                                                           |                  |                                                           | bem tombado pelo CODEPAC                                                    |            |
|        | Imóvel da Rua Boa Morte, nº 1622                                                                                           |                  |                                                           | bem tombado pelo CODEPAC                                                    |            |
|        | Imóvel da Rua Boa Morte, nº 1652                                                                                           |                  |                                                           | bem tombado pelo CODEPAC                                                    |            |
|        | Imóvel da Rua Boa Morte, nº 1662                                                                                           |                  |                                                           | bem tombado pelo CODEPAC                                                    |            |
|        | Imóvel da Rua Boa Morte, nº 2075                                                                                           |                  |                                                           | bem tombado pelo CODEPAC                                                    |            |
|        | Imóvel da Rua Boa Morte, nº 2091                                                                                           |                  |                                                           | bem tombado pelo CODEPAC                                                    |            |
|        | Imóvel da Rua Boa Morte, nº 2181                                                                                           |                  |                                                           | bem tombado pelo CODEPAC                                                    |            |
|        | Imóvel da Rua Dom Pedro I, nº 750                                                                                          |                  |                                                           | bem tombado pelo CODEPAC                                                    |            |
|        | Imóvel da Rua Dom Pedro I, nº 754                                                                                          |                  |                                                           | bem tombado pelo CODEPAC                                                    |            |
|        | Imóvel da Rua Dom Pedro I, nº 781                                                                                          |                  |                                                           | bem tombado pelo CODEPAC                                                    |            |
|        | Imóvel da Rua Governador Pedro de Toledo, nº 1045                                                                          |                  |                                                           | bem tombado pelo CODEPAC                                                    |            |
|        | Imóvel da Rua Governador Pedro de Toledo, nº 1715                                                                          |                  |                                                           | bem tombado pelo CODEPAC                                                    |            |
|        | Imóvel da Rua Governador Pedro de Toledo, nº 1733                                                                          |                  |                                                           | bem tombado pelo CODEPAC                                                    |            |
|        | Imóvel da Rua Governador Pedro de Toledo, nº 1734                                                                          |                  |                                                           | bem tombado pelo CODEPAC                                                    |            |
|        | Imóvel da Rua Governador Pedro de Toledo, nº 1743                                                                          |                  |                                                           | bem tombado pelo CODEPAC                                                    |            |
|        | Imóvel da Rua Governador Pedro de Toledo, nº 1746                                                                          |                  |                                                           | bem tombado pelo CODEPAC                                                    |            |
|        | Imóvel da Rua Governador Pedro de Toledo, nº 1755                                                                          |                  |                                                           | bem tombado pelo CODEPAC                                                    |            |
|        | Imóvel da Rua Governador Pedro de Toledo, nº 1765                                                                          |                  |                                                           | bem tombado pelo CODEPAC                                                    |            |
|        | Imóvel da Rua Governador Pedro de Toledo, nº 1768                                                                          |                  |                                                           | bem tombado pelo CODEPAC                                                    |            |
|        | Imóvel da Rua Governador Pedro de Toledo, nº 1775                                                                          |                  |                                                           | bem tombado pelo CODEPAC                                                    |            |
|        | Imóvel da Rua Governador Pedro de Toledo, nº 1784                                                                          |                  |                                                           | bem tombado pelo CODEPAC                                                    |            |
|        | Imóvel da Rua Governador Pedro de Toledo, nº 1785                                                                          |                  |                                                           | bem tombado pelo CODEPAC                                                    |            |
|        | Imóvel da Rua Governador Pedro de Toledo, nº 1809                                                                          |                  |                                                           | bem tombado pelo CODEPAC                                                    |            |
|        | Imóvel da Rua Governador Pedro de Toledo, nº 1810                                                                          |                  |                                                           | bem tombado pelo CODEPAC                                                    |            |
|        | Imóvel da Rua Luiz de Queiróz, nº 1020                                                                                     |                  |                                                           | bem tombado pelo CODEPAC                                                    |            |
|        | Imóvel da Rua Luiz de Queiróz, nº 1022                                                                                     |                  |                                                           | bem tombado pelo CODEPAC                                                    |            |
|        | Imóvel da Rua Moraes Barros esquina com a Av. Armando de Salles Oliveira                                                   |                  |                                                           | bem tombado pelo CODEPAC                                                    |            |
|        | Imóvel da Rua Prudente de Moraes, nº 1292                                                                                  |                  |                                                           | bem tombado pelo CODEPAC                                                    |            |
|        | Imóvel da Rua Prudente de Moraes, nº 21                                                                                    |                  |                                                           | bem tombado pelo CODEPAC                                                    |            |
|        | Imóvel da Rua Prudente de Moraes, nº 414                                                                                   |                  |                                                           | bem tombado pelo CODEPAC                                                    |            |
|        | Imóvel da Rua Prudente de Moraes, nº 723                                                                                   |                  |                                                           | bem tombado pelo CODEPAC                                                    |            |
|        | Imóvel da Rua Samuel Neves, nº 916                                                                                         |                  |                                                           | bem tombado pelo CODEPAC                                                    |            |
|        | Imóvel da Rua Santa Cruz, nº 1054                                                                                          |                  |                                                           | bem tombado pelo CODEPAC                                                    |            |
|        | Imóvel da Rua Santa Cruz, nº 1148 esquina com a Rua Dr. Otávio Teixeira Mendes, nº 1213                                    |                  |                                                           | bem tombado pelo CODEPAC                                                    |            |
|        | Imóvel da Rua Santo Antônio, nº 475                                                                                        |                  |                                                           | bem tombado pelo CODEPAC                                                    |            |
|        | Imóvel da Rua Santo Antônio, nº 583                                                                                        |                  |                                                           | bem tombado pelo CODEPAC                                                    |            |
|        | Imóvel da Rua Santo Antônio, nº 617                                                                                        |                  |                                                           | bem tombado pelo CODEPAC                                                    |            |
|        | Imóvel da Rua Santo Antônio, nº 644                                                                                        |                  |                                                           | bem tombado pelo CODEPAC                                                    |            |
|        | Imóvel da Rua Santo Antônio, nº 713                                                                                        |                  |                                                           | bem tombado pelo CODEPAC                                                    |            |
|        | Imóvel da Rua São José, nº 316                                                                                             |                  |                                                           | bem tombado pelo CODEPAC                                                    |            |
|        | Imóvel da Rua São José, nº 446                                                                                             |                  |                                                           | bem tombado pelo CODEPAC                                                    |            |
|        | Imóvel da Rua Tiradentes, nº 408                                                                                           |                  |                                                           | bem tombado pelo CODEPAC                                                    |            |
|        | Imóvel da Rua Tiradentes, nº 409                                                                                           |                  |                                                           | bem tombado pelo CODEPAC                                                    |            |
|        | Imóvel da Rua Tiradentes, nº 427                                                                                           |                  |                                                           | bem tombado pelo CODEPAC                                                    |            |
|        | Imóvel da Rua Tiradentes, nº 435                                                                                           |                  |                                                           | bem tombado pelo CODEPAC                                                    |            |
|        | Imóvel da Rua Tiradentes, nº 804                                                                                           |                  |                                                           | bem tombado pelo CODEPAC                                                    |            |
|        | Imóvel da Rua XV de Novembro, nº 124                                                                                       |                  |                                                           | bem tombado pelo CODEPAC                                                    |            |
|        | Imóvel da Rua XV de Novembro, nº 1245                                                                                      |                  |                                                           | bem tombado pelo CODEPAC                                                    |            |
|        | Imóvel da Rua XV de Novembro, nº 1512                                                                                      |                  |                                                           | bem tombado pelo CODEPAC                                                    |            |
|        | Imóvel da Rua XV de Novembro, nº 672                                                                                       |                  |                                                           | bem tombado pelo CODEPAC                                                    |            |
|        | Imóvel da Rua do Rosário, nº 1314                                                                                          |                  |                                                           | bem tombado pelo CODEPAC                                                    |            |
|        | Imóvel da Rua do Rosário, nº 500                                                                                           |                  |                                                           | bem tombado pelo CODEPAC                                                    |            |
|        | Imóvel da Travessa Maria Maniero, nº 110                                                                                   |                  |                                                           | bem tombado pelo CODEPAC                                                    |            |
|        | Imóvel da Travessa Maria Maniero, nº 64                                                                                    |                  |                                                           | bem tombado pelo CODEPAC                                                    |            |
|        | Imóvel da Travessa Maria Maniero, nº 70                                                                                    |                  |                                                           | bem tombado pelo CODEPAC                                                    |            |
|        | Imóvel da Travessa Maria Maniero, nº 80                                                                                    |                  |                                                           | bem tombado pelo CODEPAC                                                    |            |
|        | Imóvel da Travessa Maria Maniero, nº 86                                                                                    |                  |                                                           | bem tombado pelo CODEPAC                                                    |            |
|        | Imóvel da Travessa Maria Maniero, nº 96                                                                                    |                  |                                                           | bem tombado pelo CODEPAC                                                    |            |
|        | Imóvel à Rua Governador Pedro de Toledo, nº 1797                                                                           |                  |                                                           | bem tombado pelo CODEPAC                                                    |            |
|        | Irmandade de Santa Casa de Misericórdia                                                                                    |                  |                                                           | bem tombado pelo CODEPAC                                                    |            |
|        | Matadouro Municipal |                  |                                                           | bem tombado pelo CODEPAC                                                    |            |
|        | Mausoléu de Almeida Júnior                                                                                                 |                  |                                                           | bem tombado pelo CODEPAC                                                    |            |
|        | Mausoléu de Prudente de Morais                                                                                             |                  |                                                           | bem tombado pelo CODEPAC                                                    |            |
|        | Mercado Municipal e seu Largo                                                                                              |                  | 22° 43′ 43″ S, 47° 38′ 59″ O                              | bem tombado pelo CODEPAC                                                    |            |
|        | Monumento Oficial Mário Dedini                                                                                             |                  |                                                           | bem tombado pelo CODEPAC                                                    |            |
|        | Monumento a Luiz de Queiróz                                                                                                |                  |                                                           | bem tombado pelo CODEPAC                                                    |            |
|        | Monumento ao Soldado Constitucionalista                                                                                    |                  |                                                           | bem tombado pelo CODEPAC                                                    |            |
|        | Monumento da Independência                                                                                                 |                  |                                                           | bem tombado pelo CODEPAC                                                    |            |
|        | Museu da Água |                  | 22° 43′ 02″ S, 47° 39′ 10″ O                              | bem tombado pelo CODEPAC                                                    |            |
|        | Palacete Conde Rodolpho de Lara Campos                                                                                     |                  |                                                           | bem tombado pelo CODEPAC                                                    |            |
|        | Palacete Febeliano da Costa                                                                                                |                  |                                                           | bem tombado pelo CODEPAC                                                    |            |
|        | Parque do Mirante |                  | 22° 43′ 01″ S, 47° 39′ 19″ O                              | bem tombado pelo CODEPAC                                                    |            |
|        | Paróquia São José |                  |                                                           | bem tombado pelo CODEPAC                                                    |            |
|        | Passo da Via Sacra São Vicente de Paula                                                                                    |                  | 22° 43′ 25″ S, 47° 38′ 53″ O                              | bem tombado pelo CONDEPHAAT                                                 |            |
|        | Passo do Senhor do Horto                                                                                                   |                  |                                                           | bem tombado pelo CODEPAC                                                    |            |
|        | Pavilhão de Engenharia da Escola Superior de Luiz de Queiróz                                                               |                  |                                                           | bem tombado pelo CODEPAC                                                    |            |
|        | Pinacoteca Municipal Miguel Dutra                                                                                          |                  | 22° 43′ 23″ S, 47° 39′ 13″ O                              | bem tombado pelo CODEPAC                                                    |            |
|        | Ponte de Ferro "Joaquim Nunes" em Ártemis                                                                                  |                  |                                                           | bem tombado pelo CODEPAC                                                    |            |
|        | Portal do Cemitério da Saudade                                                                                             |                  | 22° 43′ 52″ S, 47° 38′ 11″ O                              | bem tombado pelo CODEPAC                                                    |            |
|        | Rua do Porto e área envoltória                                                                                             |                  |                                                           | bem tombado pelo CODEPAC                                                    |            |
|        | Sede dos Correios e Telégrafos                                                                                             |                  |                                                           | bem tombado pelo CODEPAC                                                    |            |
|        | Seminário Seráfico São Fidélis                                                                                             |                  |                                                           | bem tombado pelo CODEPAC                                                    |            |
|        | Societá Italiana di Mutuo Socorro                                                                                          |                  |                                                           | bem tombado pelo CODEPAC                                                    |            |
|        | Teatro São José |                  |                                                           | bem tombado pelo CODEPAC                                                    |            |
|        | Túmulo de José Pinto de Almeida                                                                                            |                  |                                                           | bem tombado pelo CODEPAC                                                    |            |
|        | Árvore da Sapucaia |                  |                                                           | bem tombado pelo CODEPAC                                                    |            |

∑ 177 items.